# Ca' da Mosto

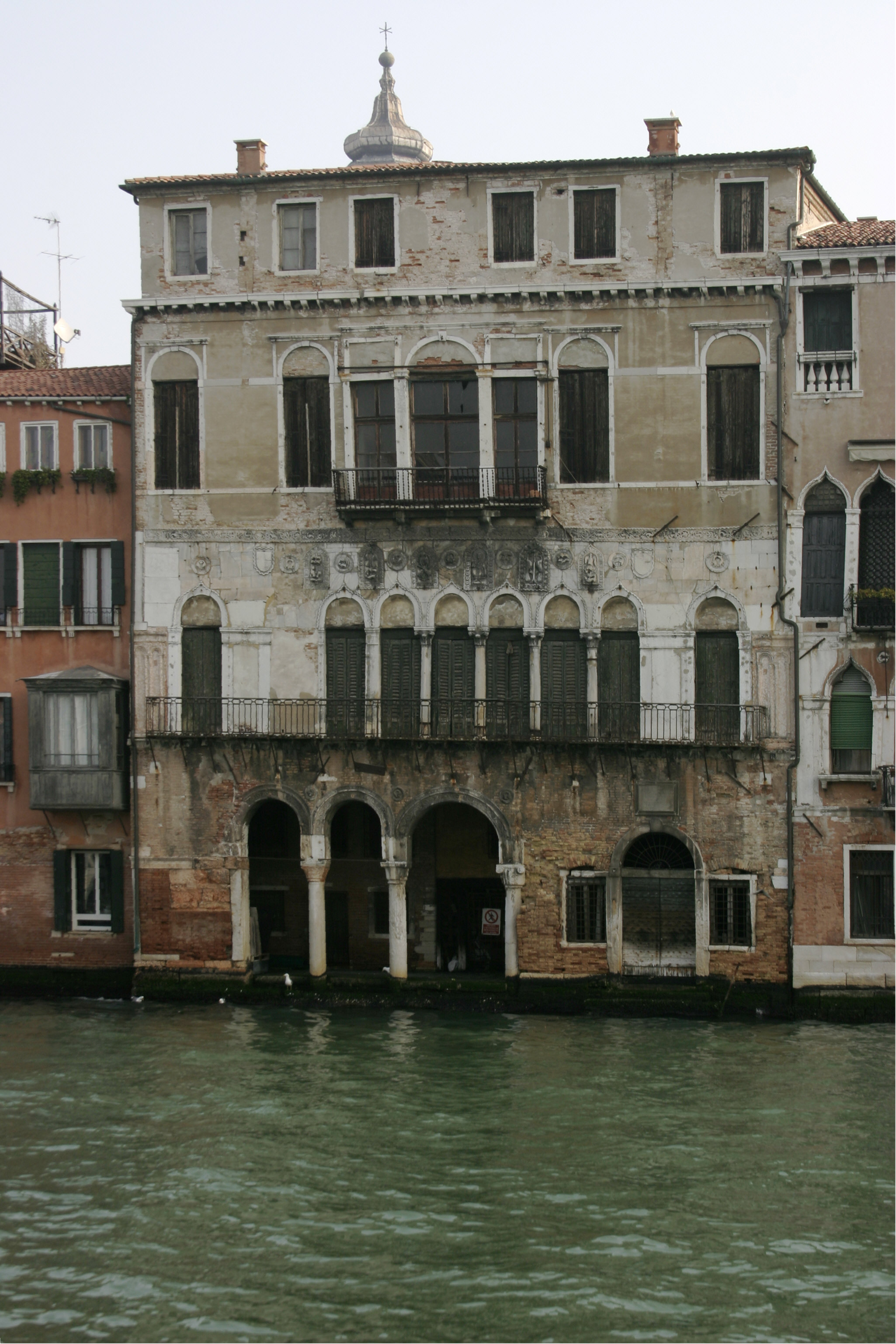
A fachada principal da Ca' Da Mosto.

Ca' Da Mosto é um dos mais antigos palazzi de Veneza, localizado no sestiere de Cannaregio com fachada sobre o Canal Grande nas proximidades da Ponte di Rialto. Alvo de múltiplas modificações na sua traça, mantém uma interessante fachada em estilo veneto-bizantino.

## História

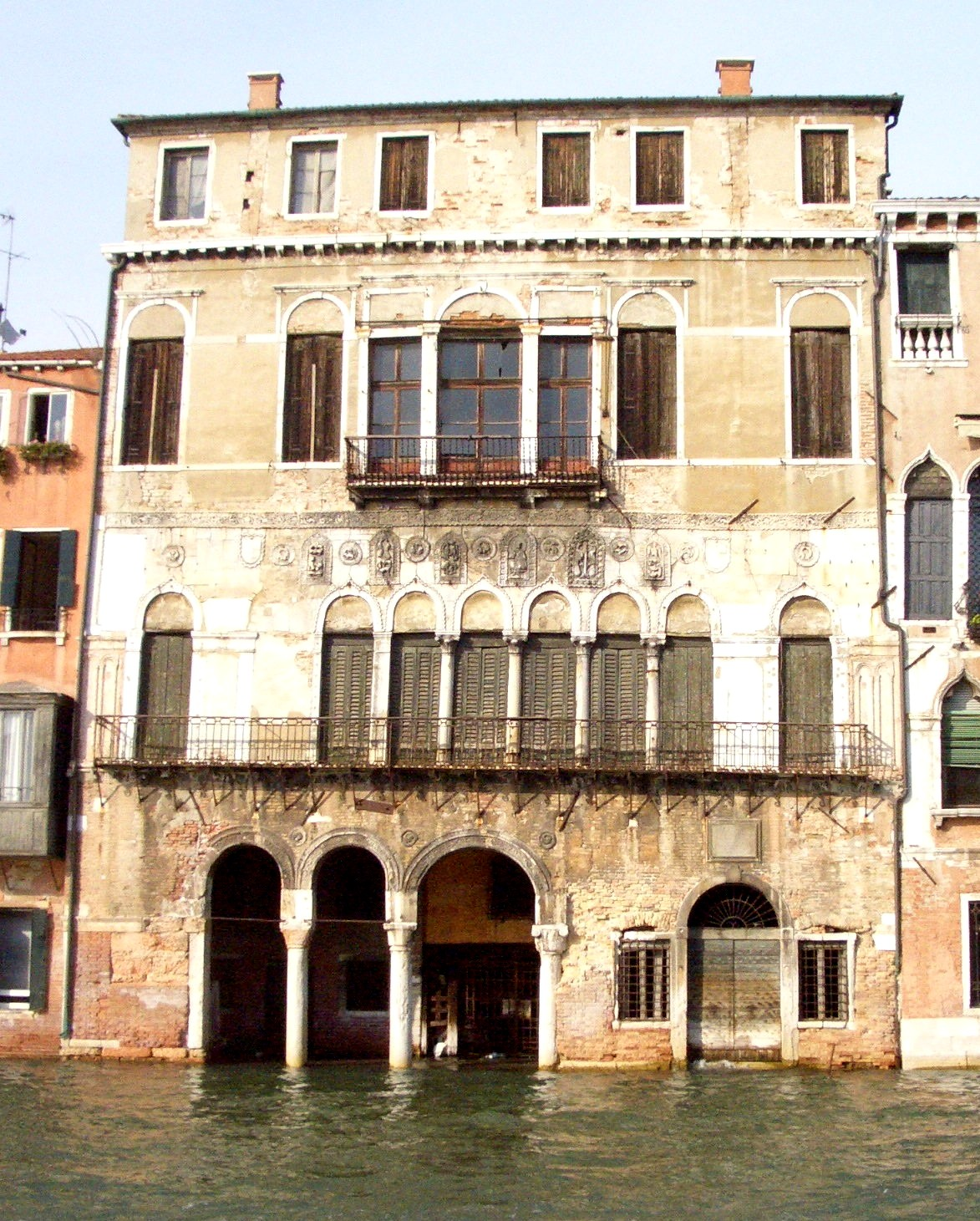
Imagem onde está bem patente a violação das águas aos fundamentos do palácio.

O edifício certamente existiu no século XIII e foi propriedade da família Barozzi, embora alguns autores lhe apontem elementos mais antigos, em particular no portego aberto sobre o canal. Os elementos do palácio mostram as suas origens como casa-fondaco, o lar e local de trabalho do seu proprietério mercador original. Em 1266 dos Barozzi passou para o Da Mosto, foi comprado por um Marco da Mosto. No início do século XVI foi-lhe acrescentado um segundo piso e no século XIX um terceiro.
Neste palazzo nasceu, em 1432, e morreu o famoso explorador Alvise Cadamosto, que esteve em Portugal ao serviço do Infante D. Henrique. O palácio manteve-se na posse da família Da Mosto até 1603, quando Chiara da Mosto deixou toda a sua propriedade a um sobrinho remoto em vez de fazê-lo aos seus parentes Da Mosto, com quem tinha cortado relações.
Entre o século XVI e os finais do século XVIII alojou um bem conhecido albergue: o Albergo Leon Bianco, um dos mais famosos de Veneza, no qual se hospedaram muitas personagens ilustres. Em 1769 e 1775, JoséII, o Sacro Imperador Romano-Germânico e filho de Maria Teresa, viveu ali durante a sua estadia em Veneza.
Actualmente, a Ca' da Mosto encontra-se vazia, tendo as águas altas do canal violado o seu porão. De acordo com uma entrevista na revista The Lady, o palácio é o edifício que Francesco da Mosto, um arquitecto descendente dos seus epónimos antigos proprietários, mais gostaria de restaurar.

## Arquitectura
Ca' Da Mosto reapresenta uma típica casa apalaçada veneziana, com o portego sobre as águas do canal (ou "curia"), um pequeno cais privativo para a descarga de mercadorias vindas por via marítima, e uma loggia no andar nobre. O loggiato, com arcos alongados de intradorso inflectido (traços da influência da arte gótica), apresenta interessante decoração em marmoreado ao estilo bizantino (patere, baixos-relevos e frisos).

Detalhes fotografados por Paolo Monti em 1969
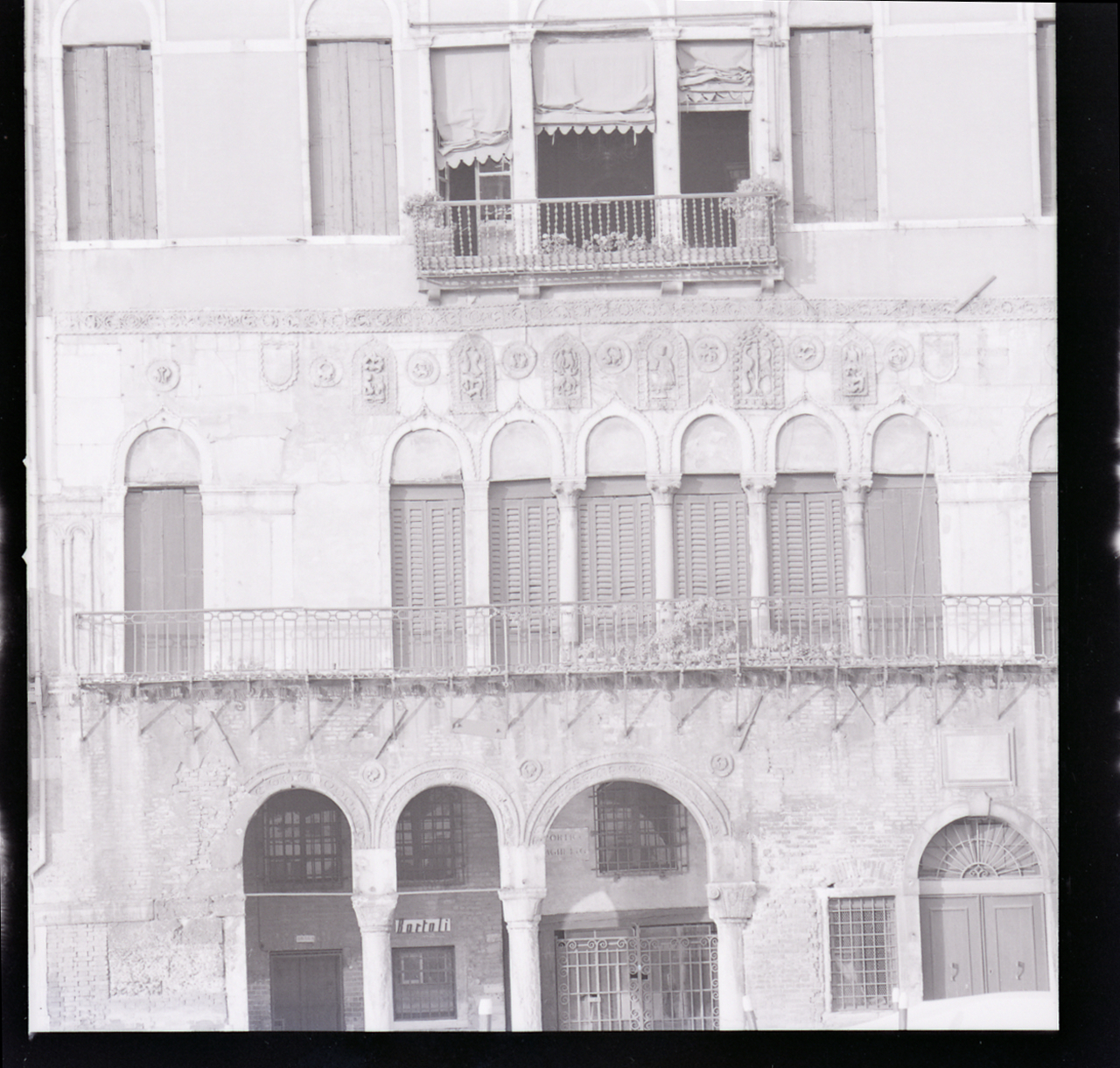
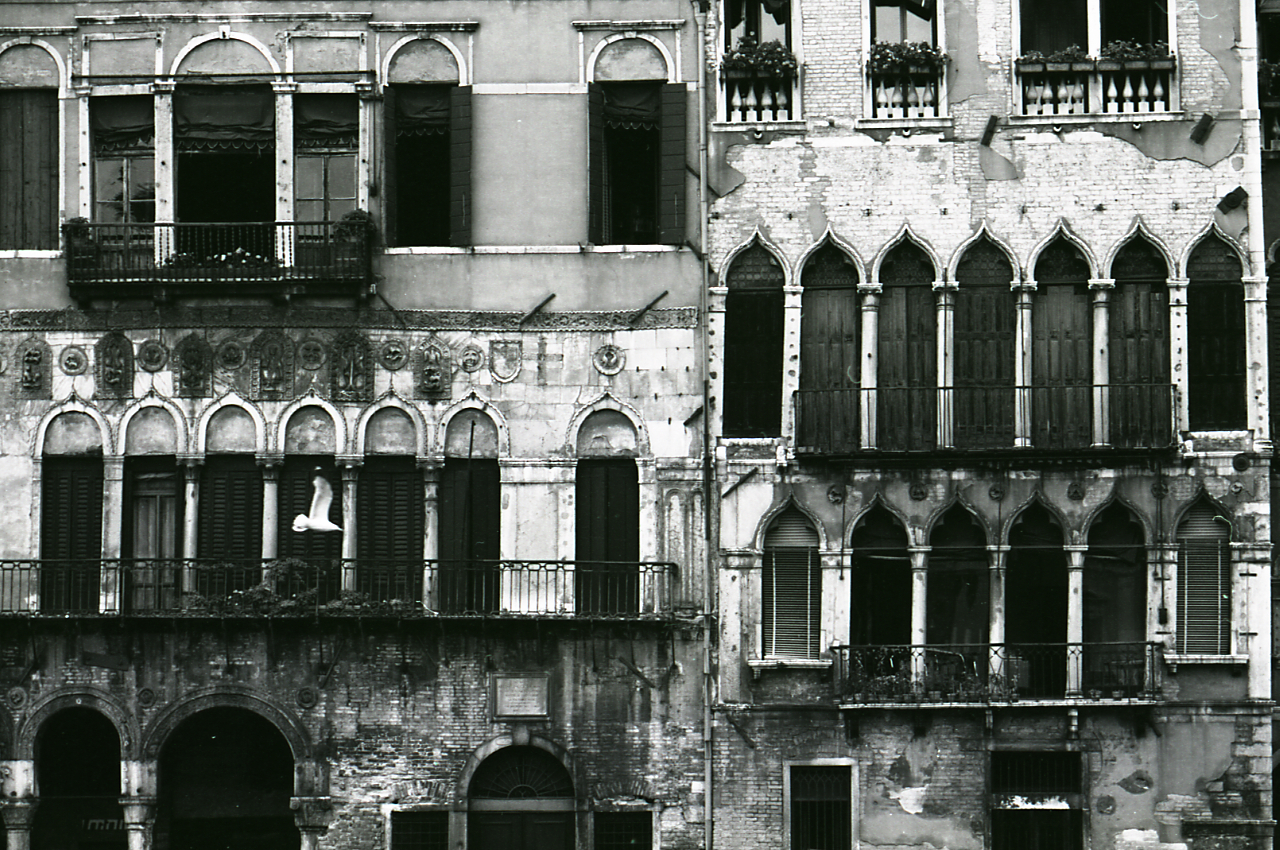